# Regulus (ster)
Regulus (alpha Leonis) is een blauwe subreus en tevens de helderste ster in het sterrenbeeld Leeuw (Leo). Regulus staat 79,301 lichtjaar weg, het is de 22e helderste ster aan de hemel, ze heeft een schijnbare magnitude van 1,35. Regulus is de basiscomponent van een drievoudig (of viervoudig) stersysteem bestaande uit een blauwe subreus (component A), een oranje dwerg (component B) en een rode dwerg (component C). Een Component D is onbevestigd. Het voorkomen van ijzer in Regulus is 0,21% (1,622 maal zoveel als in de zon). Het systeem beweegt zich door de Melkweg met een snelheid van 29,3 km/s. De naam Regulus betekent kleine koning.
Andere namen voor de ster zijn Cor Leonis, Rex, Al Kalb al Asad en Kebeleced.

## Regulus A
Regulus A, is een blauwe subreus met een spectraalklasse B7.V. De ster is afgeplat door haar snelle rotatie en meet 3,14x de diameter van de zon bij de polen en 4,16x bij de evenaar. De ster heeft een massa van 3,8 zonnemassa's. Als blauwe subreus heeft Regulus A 288 keer de lichtkracht van de zon, maar de totale lichtkracht is nog 240 keer groter in ultraviolet licht.
Voor een subreus roteert Regulus A extreem snel. Aan de evenaar roteert Regulus A 317 kilometer per seconde, dit vervormt de ster aanzienlijk. Deze enorme rotatiesnelheid geeft de ster een volledige omwenteling in 15 uur en 54 minuten. (ten opzichte van de zon, rotatie periode van 25,38 dagen). Ook de temperatuur is bij de evenaar van de ster veel koeler door de snelle rotatie, hier bedraagt de oppervlaktetemperatuur van 10.200 °K, in tegenstelling tot 15.400 °K bij de polen. De rotatieperiode is zo snel dat als de ster slechts 16 procent sneller had gedraaid, middelpuntzoekende kracht de zwaartekracht zou overwinnen en ervoor zorgen dat de ster uit elkaar zou vliegen.
De zone voor planeten met vloeibaar water aan de oppervlakte zou tussen 11,9 en 15,5 AU van Regulus A moeten staan. Tot dusver zijn er echter nog geen aanwijzingen voor een planeet in dit systeem.

## Regulus B
Regulus B is een oranje dwerg met een spectraalklasse K2.V. met een magnitude van +8,14, is ze onzichtbaar met het blote oog. De ster meet 80 procent van de diameter van de zon en 31 procent van de lichtkracht. De ster en haar metgezel (Regulus C) draaien op een onderlinge afstand van 98,9 AU iedere 2000 jaar een keer rond elkaar. Deze sterren draaien op hun beurt rond Regulus A op een afstand van 4200 AU, (dat is ongeveer 100x de afstand van Pluto tot de zon), en doen 125.000 jaar over om hun baan te voltooien.

## Regulus C
Regulus C is een rode dwerg ster met een spectraalklasse M5.V. De ster heeft ongeveer 20 procent van de massa van de zon en slechts 0,31 procent van haar lichtkracht.

## Regulus D?
Regulus heeft mogelijk ook nog een vierde component, Regulus D. Het zou hier om een spectroscopische component gaan. De metgezel zou slechts 0,35 AU Van Regulus A staan en in 40,11 dagen om Regulus A draaien. De exacte aard van de component ster is onbekend, maar de analyse suggereert dat de ster met een lage massa een witte dwerg zou zijn, dat is slechts 30% zo zwaar als de zon (0,3 zonnemassa's). Dit is ongebruikelijk, omdat volgens de huidige theorieën, witte dwergen niet minder dan een minimale massa van 0,55 zonnemassa's (55 procent de massa van de Zon)zouden hebben. Een theorie is dat toen Regulus D de hoofdreeks verliet veel massa verloor aan Regulus A via getijden interactie.

## Waarnemingsgegevens
Regulus is het best van februari tot april te zien. Ze staat in het sterrenbeeld Leo (leeuw) als min of meer onopvallende ster.